# André Hoffmann (football)
Pour les articles homonymes, voir André Hoffmann et Hoffmann.
André Hoffmann est un footballeur allemand né le 28 février 1993 à Essen.

## Carrière
En mai 2023, il prolonge son contrat avec le Fortuna Düsseldorf.
D'un commun en accord, en mai 2025, le joueur et le club se séparent et quitte ainsi le club où il évoluait depuis huit ans.
- 2011-2013 : MSV Duisbourg ( Allemagne)
- 2013-2017 : Hanovre 96 ( Allemagne)[3]
  - jan. 2017-2017 : Fortuna Düsseldorf ( Allemagne) (prêt)
- 2017-2025 : Fortuna Düsseldorf ( Allemagne)